# Uchanie (gemeente)
De gemeente Uchanie is een landgemeente in het Poolse woiwodschap Lublin, in powiat Hrubieszowski.
De zetel van de gemeente is in Uchanie.
Op 30 juni 2004 telde de gemeente 5114 inwoners.

## Oppervlakte gegevens
In 2002 bedroeg de totale oppervlakte van gemeente Uchanie 120,75 km², waarvan:
- agrarisch gebied: 78%
- bossen: 16%

De gemeente beslaat 9,51% van de totale oppervlakte van de powiat.

## Demografie
Stand op 30 juni 2004:
| Omschrijving                   | Totaal | Totaal | Vrouwen | Vrouwen | Mannen | Mannen |
| ------------------------------ | ------ | ------ | ------- | ------- | ------ | ------ |
| eenheid                        | aantal | %      | aantal  | %       | aantal | %      |
| inwoners                       | 5114   | 100    | 2548    | 49,8    | 2566   | 50,2   |
| bevolkingsdichtheid (inw./km²) | 42,4   | 42,4   | 21,1    | 21,1    | 21,3   | 21,3   |

In 2002 bedroeg het gemiddelde inkomen per inwoner 1115,55 zł.

## Aangrenzende gemeenten
Białopole, Grabowiec, Hrubieszów, Trzeszczany, Wojsławice